# Odeonsplatz
Der Odeonsplatz ist ein Platz in der Altstadt Münchens am südlichen Ende der Ludwigstraße. Er ist Bestandteil der Achse Feldherrnhalle – Ludwigstraße – Siegestor. Seinen Namen trägt der Platz seit 1827 nach dem Konzerthaus Odeon, das König Ludwig I. von Bayern durch Hofbaumeister Leo von Klenze an der Südwestseite erbauen ließ. Im weiteren Sinne gehört auch der Platz vor der Feldherrnhalle mit der Residenz und der Theatinerkirche zum Odeonsplatz.

## Beschreibung

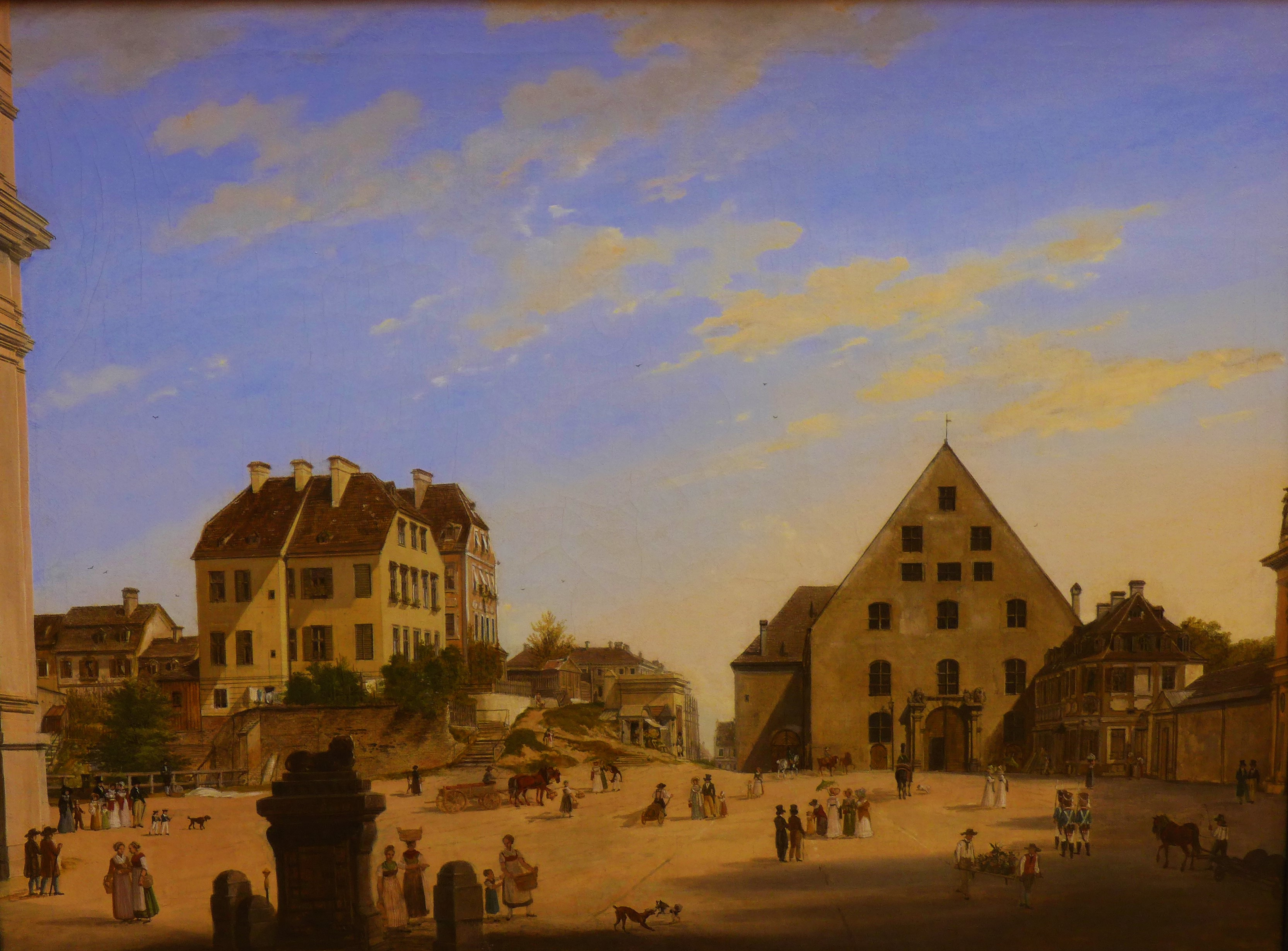
Gemälde von Domenico Quaglio (1787–1837): Die alte Reitschule mit dem Café Tambosi im Jahr 1822 (Neue Pinakothek, München)

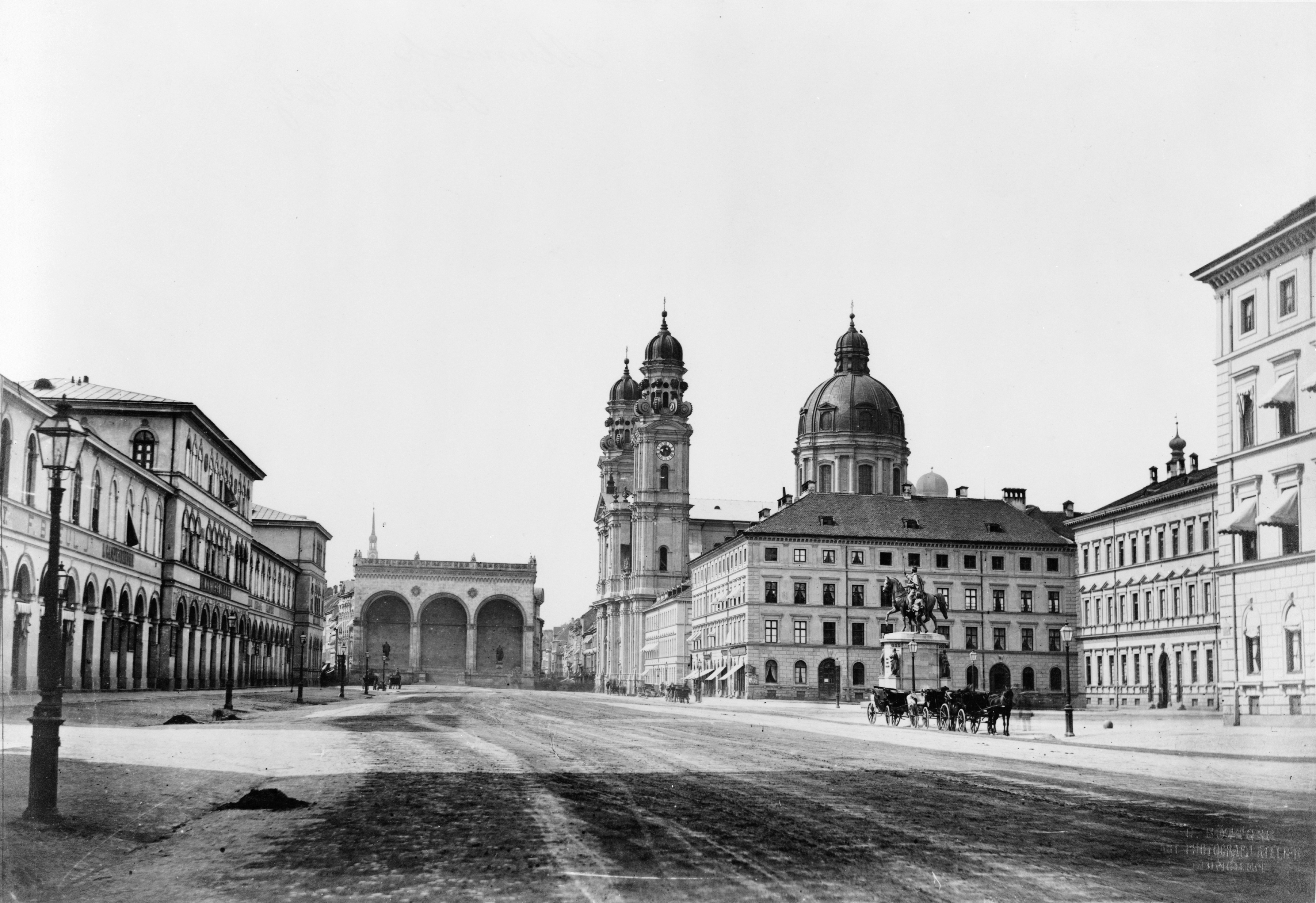
Blick nach Süden zur Feldherrnhalle (ca. 1870)

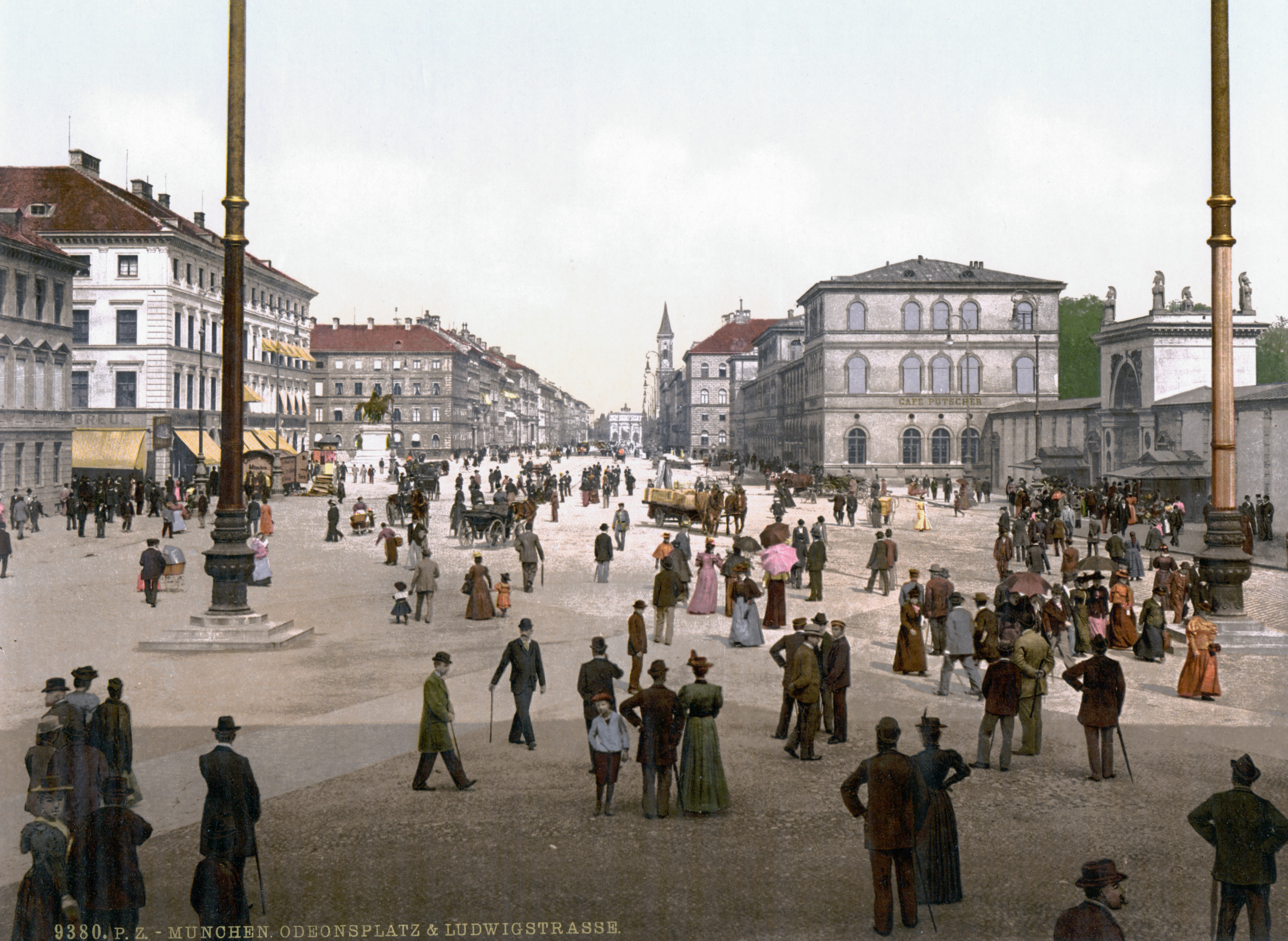
Blick nach Norden zum Siegestor (ca. 1900)

### Verlauf
Der Odeonsplatz liegt nördlich der historischen Altstadt, an der Grenze zwischen den Münchner Bezirken Altstadt-Lehel und Maxvorstadt. Er wird im Norden durch die Ludwigstraße und die Galeriestraße, im Osten durch das Bazargebäude und das Hofgartentor, im Süden durch die Hofgartenstraße und die Brienner Straße, und im Westen durch das ehemalige Odeon (heute Bayerisches Innenministerium) und das Palais Leuchtenberg (heute Bayerisches Finanzministerium) begrenzt. Zwischen den beiden Ministerien führt die bis 2021 namenlose Franz-Xaver-Schweyer-Straße zum Palais Ludwig Ferdinand (heute Konzernzentrale der Siemens AG).
Im weiteren Sinne gehört zum Odeonsplatz auch der Platz vor der Feldherrnhalle zwischen Residenz und Theatinerkirche. Er spielt städtebaulich eine herausragende Rolle, indem er von der kleinteiligen Altstadt zur großteiligen Ludwigstraße vermittelt. In den Platz vor der Feldherrnhalle münden im Osten die Residenzstraße und im Westen die Theatinerstraße ein.

### Geschichte
Im Rahmen der Entfestigung Münchens gab es bereits ab ca. 1790 Pläne für einen zentralen Platz anstelle des Schwabinger Tores, der die Auffahrt von der Residenz in den Fürstenweg nach Schloss Nymphenburg (heute Brienner Straße) ansprechender gestalten sollte. Die Anlage in der gegenwärtigen Form geht auf das besondere Engagement König Ludwigs I. zurück. 1816 beauftragte er noch als Kronprinz Leo von Klenze mit der Gesamtplanung der Ludwigstraße, zu der auch der Odeonsplatz gehört. Diesen Namen erhielt er 1827; davor hieß er Fürstenplatz bzw. Reitschulplatz nach der dort befindlichen alten Reitschule, die 1822 auf einem Gemälde von Domenico Quaglio verewigt wurde.

### Bauwerke
Auf der Westseite des Odeonsplatzes befinden sich die klassizistischen Häuser Odeonsplatz 1–2 (Leo von Klenze, um 1827); das ehemalige Odeon (Leo von Klenze, 1826–1828), ursprünglich Konzerthaus und heute Bayerisches Innenministerium; und das Palais Leuchtenberg (Leo von Klenze, 1816–1821), ursprünglich Stadtpalais von Eugène de Beauharnais und heute Bayerisches Finanzministerium. Auf der Ostseite erstreckt sich das Bazargebäude (Leo von Klenze, 1824–1826) mit der Schumann’s Bar und dem Café Tambosi; daneben das monumentale Hofgartentor (Leo von Klenzes erstes Werk in München, 1816/1817), welches in der Achse der Brienner Straße den Eingang zum Hofgarten bildet. Das Tor wird zu beiden Seiten von der Hofgartenmauer eingefasst, hinter der sich die Hofgartenarkaden verbergen, die mit kunstvollen Malereien der bayerischen Geschichte und der Wittelsbacher Herrschaft verziert sind. Schräg gegenüber, auf der Grünfläche vor dem ehemaligen Odeon und dem Palais Leuchtenberg, befindet sich das Reiterstandbild für Ludwig I. von Bayern (Entwurf: Max von Widnmann, Guss: Ferdinand von Miller, 1862). Die beiden Nebenfiguren des Reiterstandbilds halten zwei Schrifttafeln, die zusammengesetzt den Wahlspruch des Königs ergeben: „Gerecht und Beharrlich“.
Den zum Odeonsplatz im weiteren Sinne gehörenden Platz vor der Feldherrnhalle beherrschen die Theatinerkirche (begonnen 1663 von Agostino Barelli, vollendet 1768 von François de Cuvilliés d. J., Theatinerstraße 22); das Palais Moy (Leo von Klenze, 1824–1825, Theatinerstraße 23); der Maximiliansbau der Residenz (Hans Krumpper zugeschrieben, 1612–1616, Residenzstraße 1A); und die Feldherrnhalle (Friedrich von Gärtner, 1841–1844, Residenzstraße 1). Auf dem Platz vor der Feldherrnhalle stehen zwei 26 Meter hohe Fahnenstangen zur Erinnerung an den 100. Geburtstag König Ludwigs I. bzw. den 70. Geburtstag Prinzregent Luitpolds (Entwurf: Rudolf von Seitz zugeschrieben, 1886 bzw. 1891). Die Masten werden von einem Bayerischen Löwen bzw. einem Münchner Kindl bekrönt und entsprechend in den Landesfarben Weiß-Blau bzw. in den Stadtfarben Schwarz-Gold beflaggt. Im Innern der Feldherrnhalle stehen das Bayerische Armeedenkmal (Entwurf: Ferdinand von Miller d. J., 1892), sowie die Standbilder für Graf Tilly und für Fürst Wrede (Entwurf: Ludwig von Schwanthaler, Guss: Ferdinand von Miller d. Ä., beide 1844).

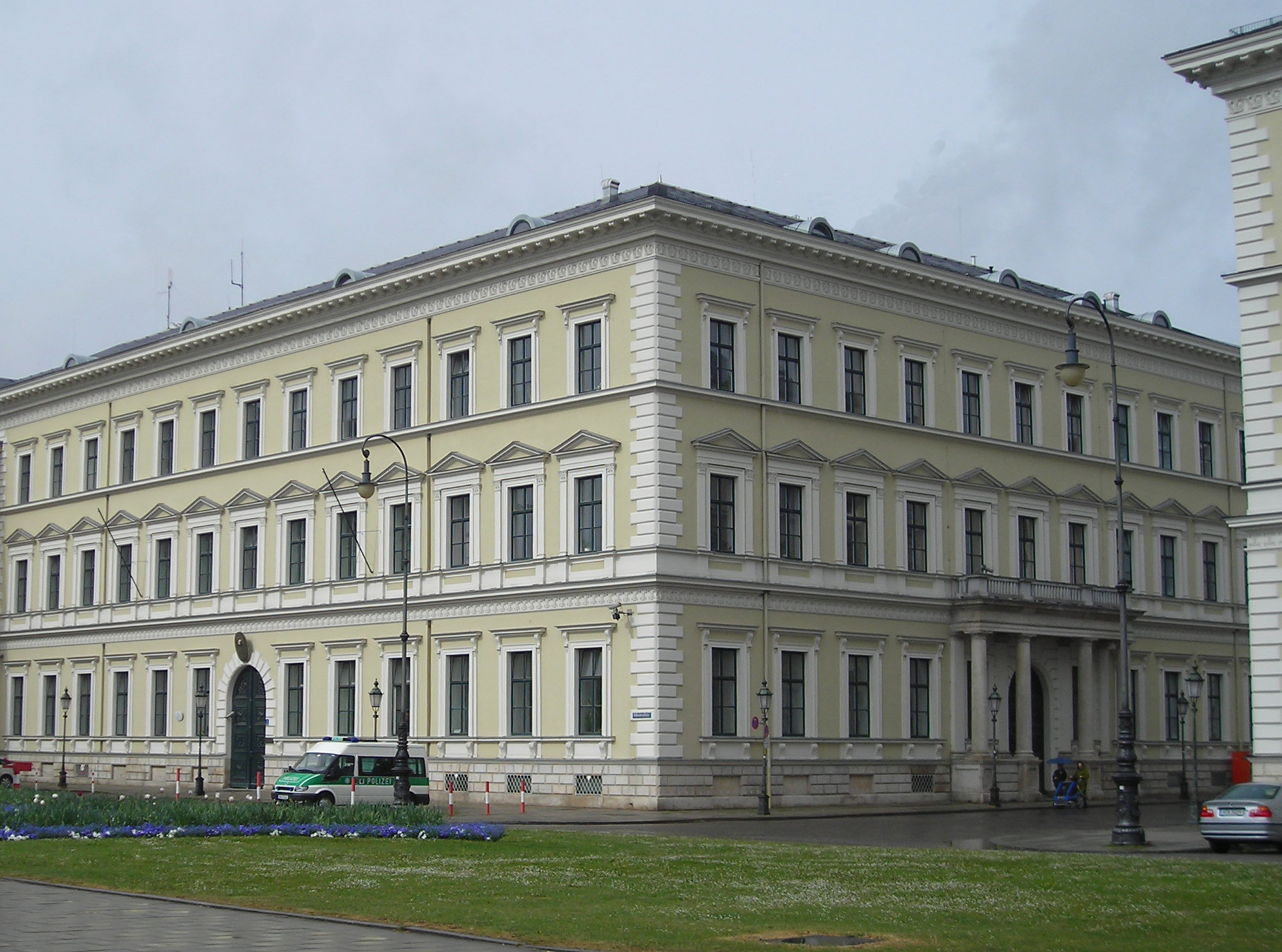
Ehemaliges Odeon
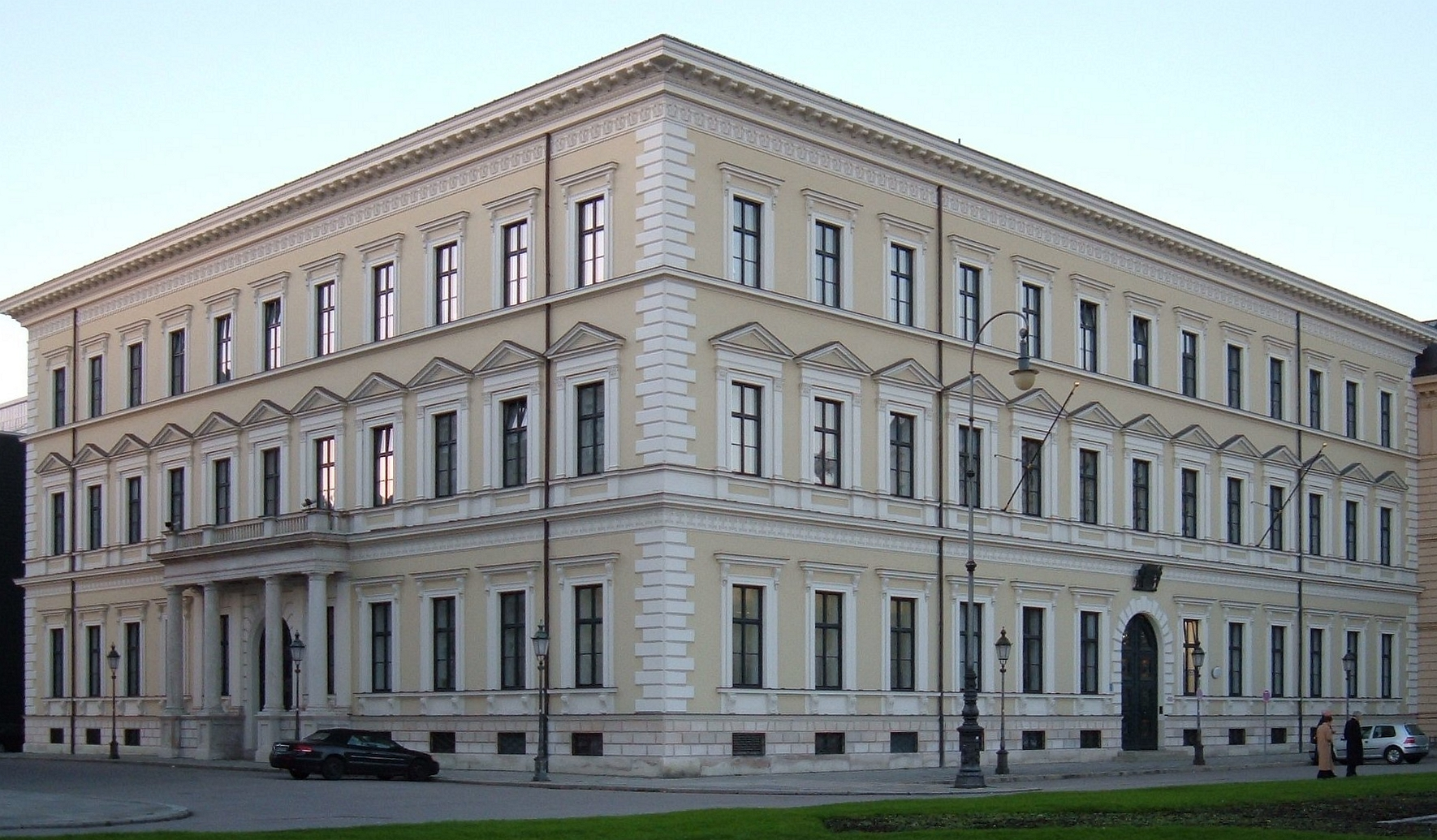
Palais Leuchtenberg
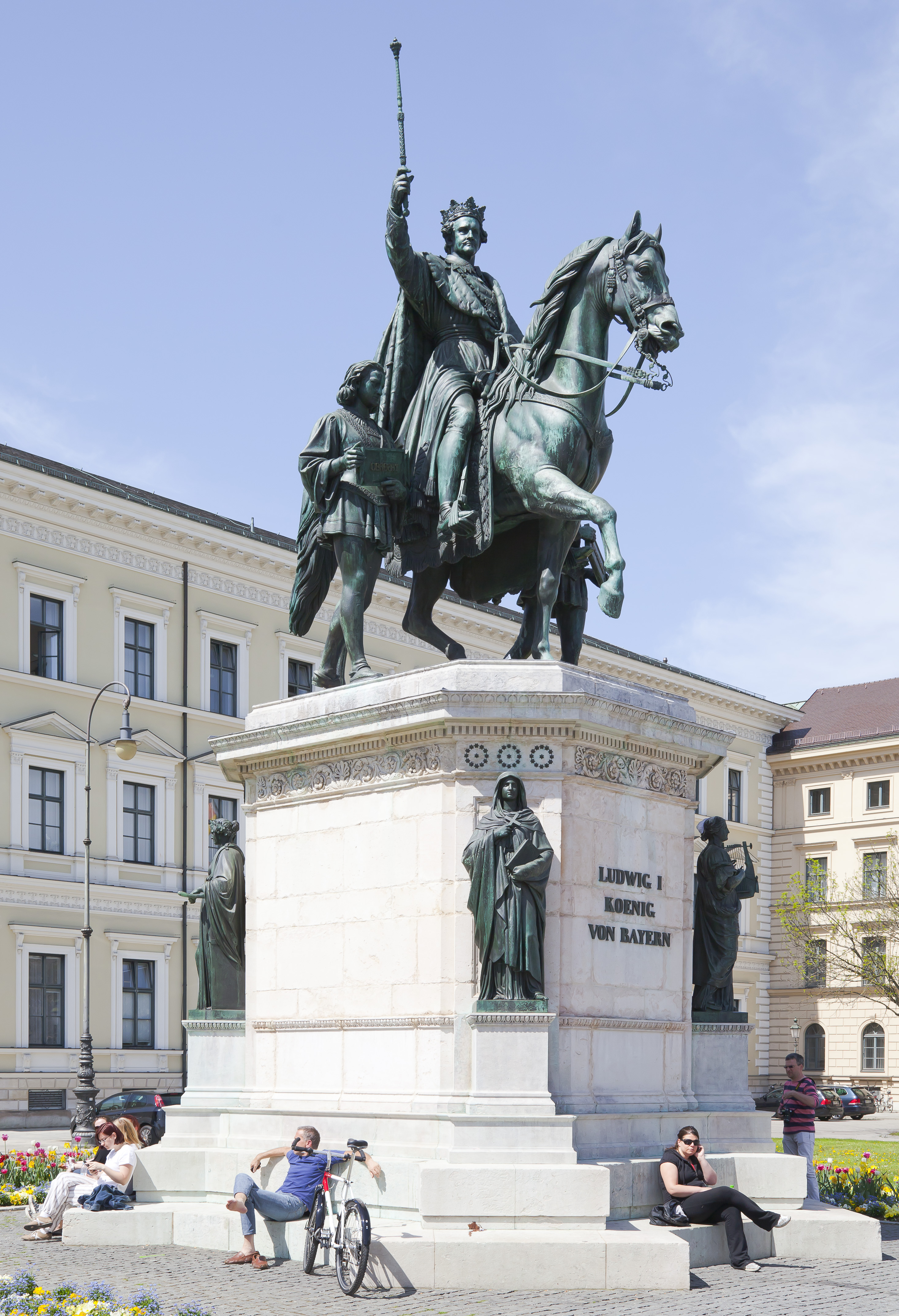
Reiterstandbild für Ludwig I.
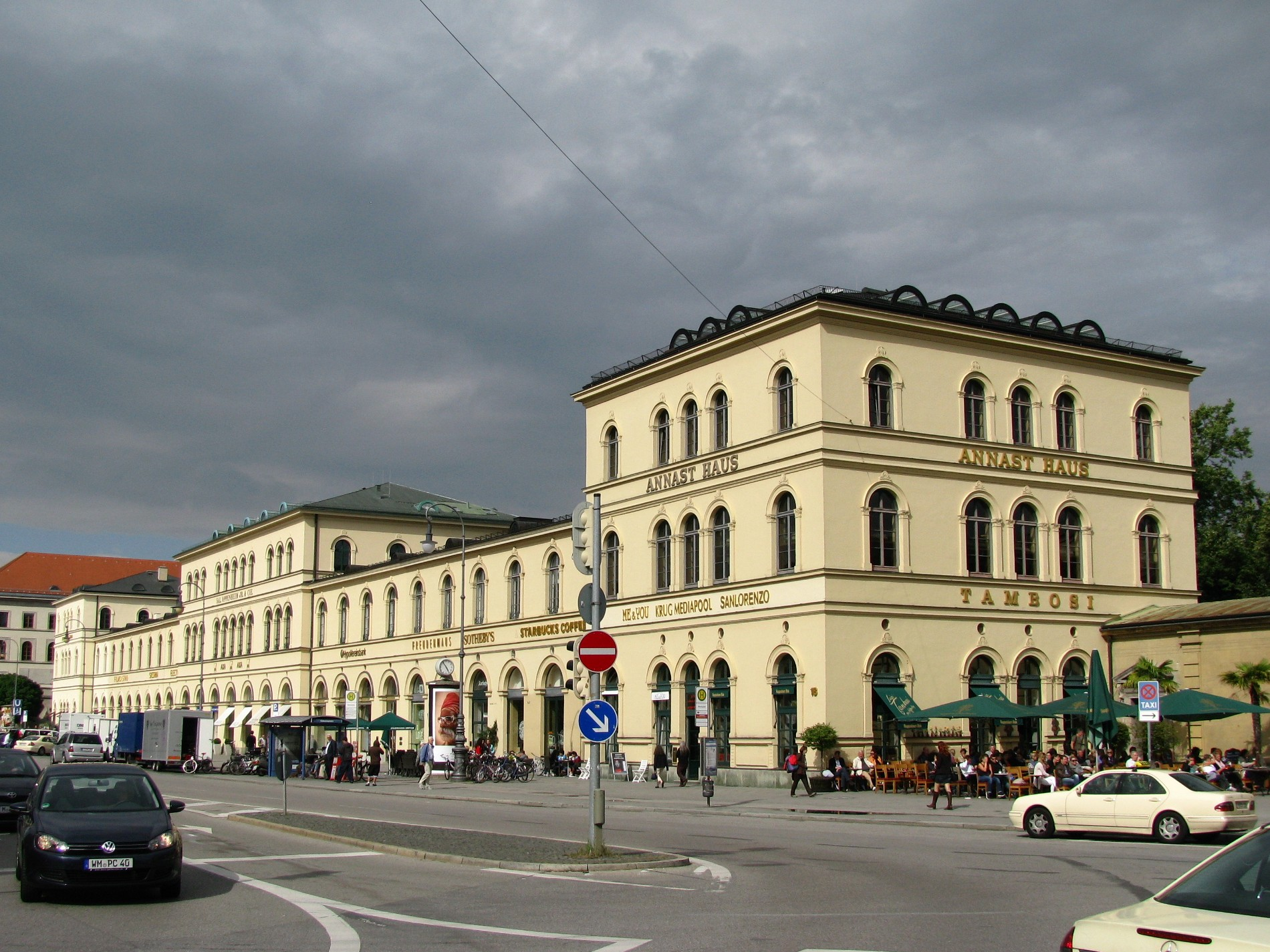
Bazargebäude
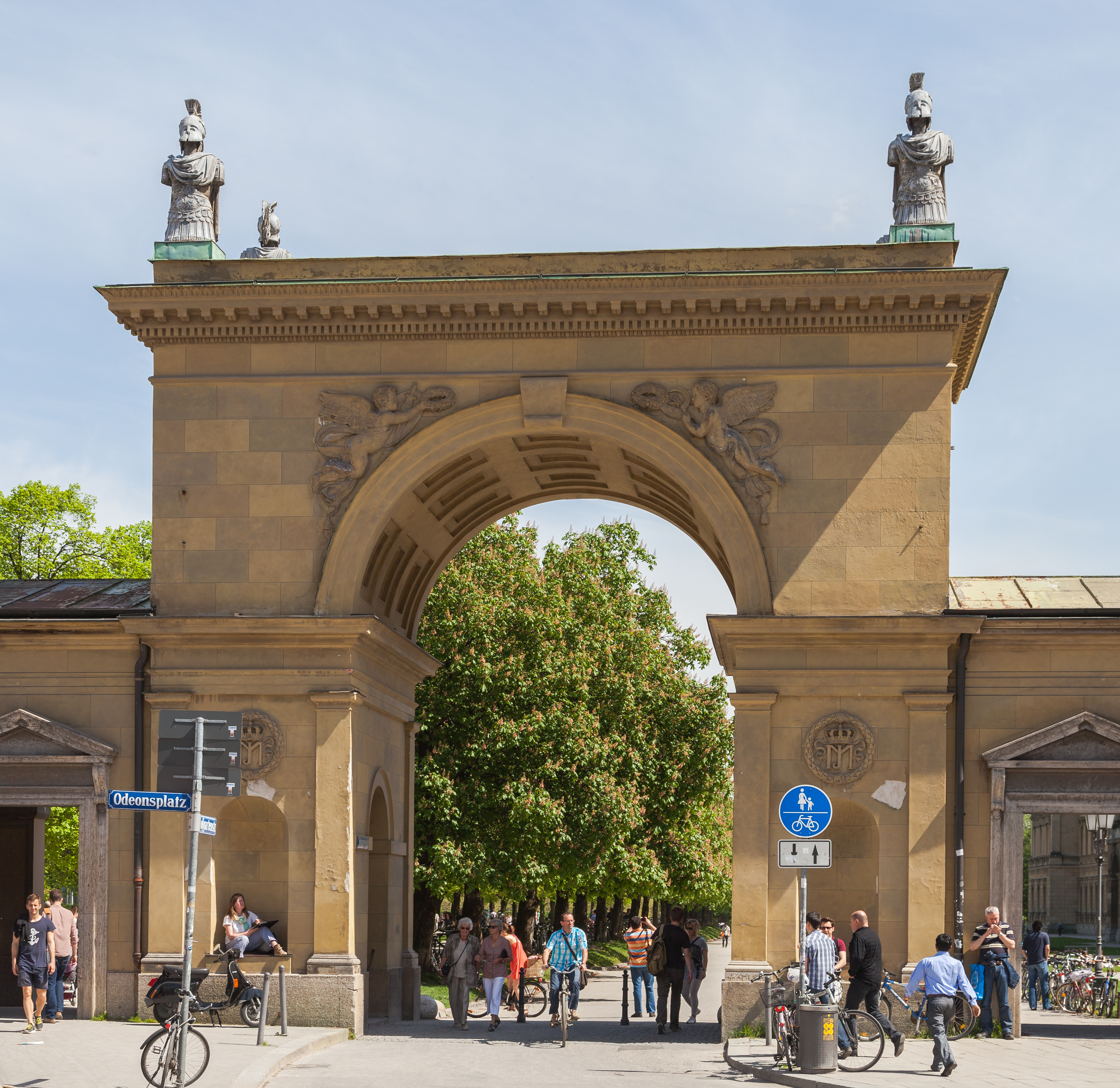
Hofgartentor

## Nutzung

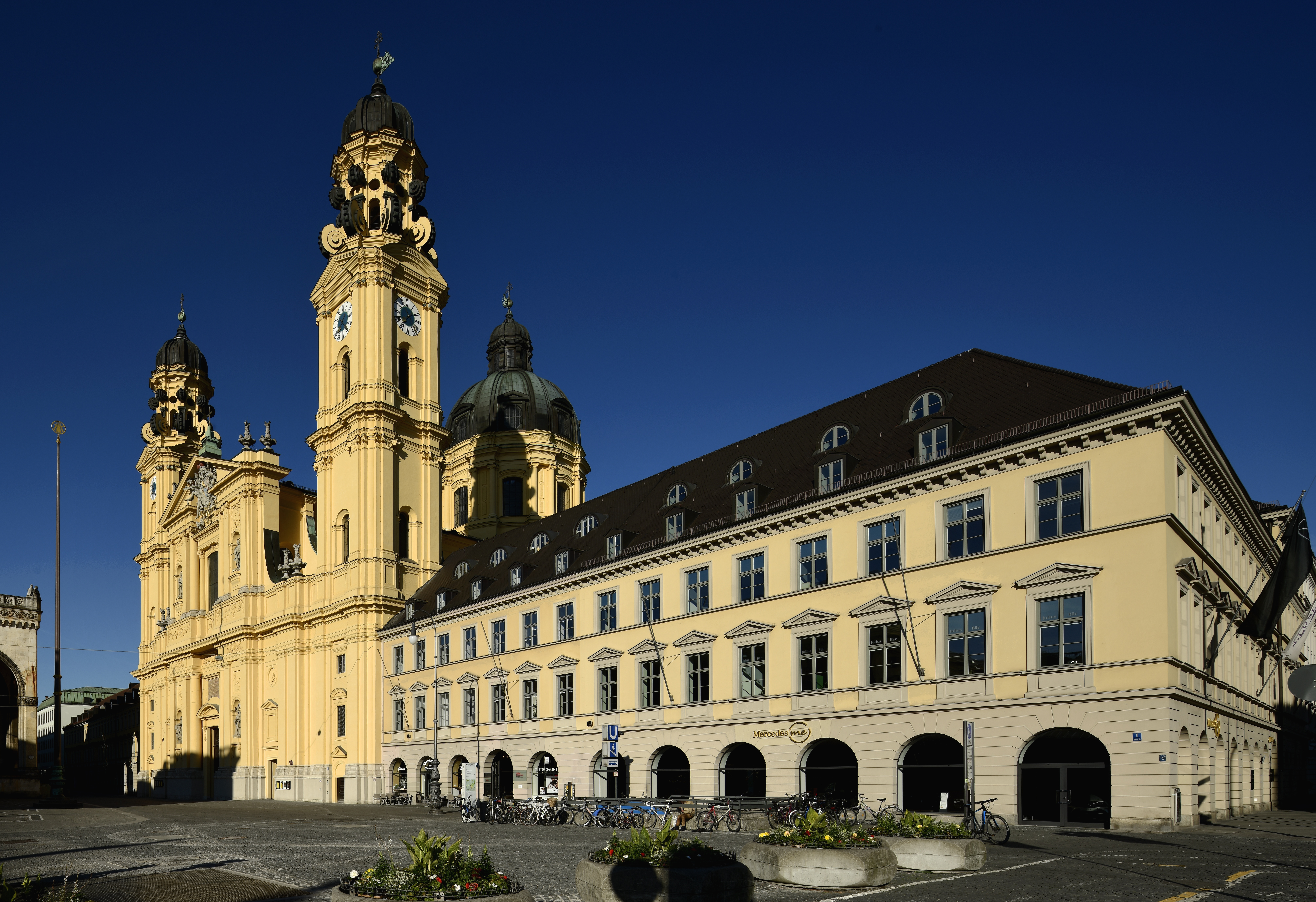
Theatinerkirche und Palais Moy

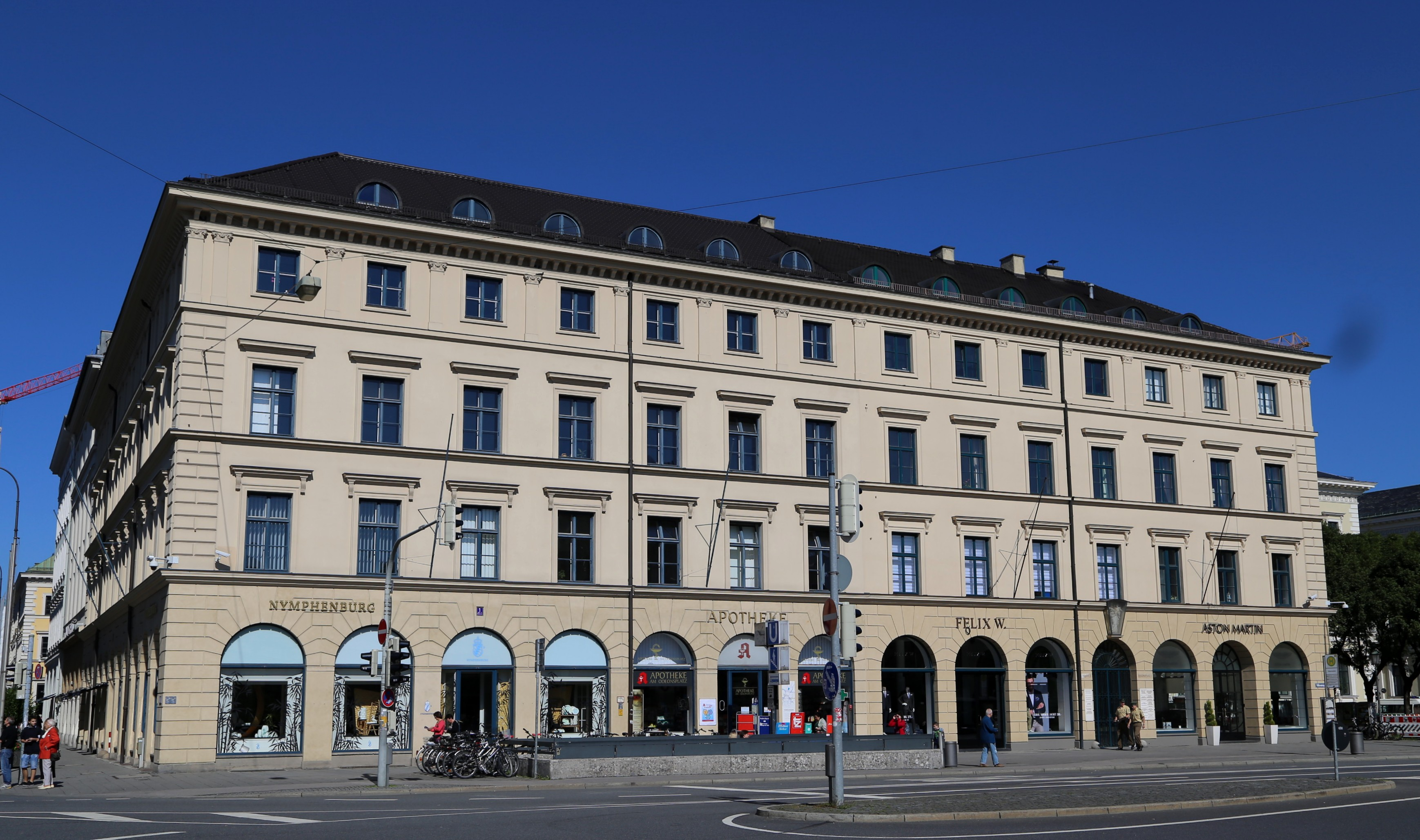
Häuser Odeonsplatz 1 und 2

### Verkehr
Nach Eröffnung der Fußgängerzone 1972 wurde der südliche Teil des Odeonsplatzes dieser angegliedert. Zusätzlich wurden später die Hofgartenstraße und die Residenzstraße für den Durchgangsverkehr gesperrt. Der aus der Ludwigstraße kommende Verkehr Richtung Altstadt wird nun über die Von-der-Tann-Straße oder die Brienner Straße auf den Altstadtring abgeleitet.
Der öffentliche Nahverkehr ist durch den wichtigen U-Bahnhof Odeonsplatz geprägt, an dem die Durchmesserlinien der U3/U6 mit der U4/U5 kreuzen. Den 1971 eröffneten Bahnhof der U3/U6 plante der Architekt Paolo Nestler, das Wandmosaik im Sperrengeschoss stammt von Karl Knappe aus dem Jahr 1970, ausgeführt von der Mayer’schen Hofkunstanstalt. Das Design des U-Bahnhofs ist ähnlich den anderen frühen Bahnhöfen der U6, lediglich die feurigroten Keramikverkleidungen an den Säulen fallen als Unterschied ins Auge. Der darunter liegende, 1986 eröffnete Bahnhof der U4/U5 wurde vom U-Bahn-Referat selbst geplant, die Wandbilder gestaltete der Künstler Volker Sander. Der U-Bahnhof ist am Ostkopf über einen Fußgängertunnel an den Südkopf des Bahnhofs der U3/U6 angebunden.
Auch zwei städtische Buslinien, die sogenannte Museenlinie 100 sowie die Linie 153, bedienen die Haltestelle an der Ostseite der Ludwigstraße. Nachts fahren hier die Nachtbuslinien N40, N41 und N45 Richtung Münchner Freiheit, gegenüber Richtung Stachus.

### Veranstaltungen
Traditionell finden Paraden bei größeren Anlässen wie Trauerzüge (zuletzt für Franz Josef Strauß 1988) und Militärparaden (zuletzt für die heimkehrenden bayerischen Truppen des Deutsch-Französischen Krieges 1871) in der Ludwigstraße in Richtung Feldherrnhalle statt. Dabei stand am Reiterstandbild König Ludwigs I. meistens die Ehrentribüne, auf der der bayerische König die Parade abnahm. Alljährlich führt auch der Umzug der Trachten- und Schützenvereine zum Oktoberfest über diese Route.
Diese Tradition war nach Meinung mancher Historiker ausschlaggebend für den Marsch auf die Feldherrnhalle während des Hitler-Ludendorff-Putsches am 9. November 1923, der an der Feldherrnhalle durch die Landespolizei niedergeschlagen wurde. In der Zeit des Nationalsozialismus fanden dort am Jahrestag die Aufmärsche statt, die sich in Richtung Königsplatz fortsetzten.
Auch heute ist dieser Platz neben dem Marienplatz ein Veranstaltungsort für Demonstrationen oder kulturelle Ereignisse in München, wie etwa das Open-Air-Konzert Klassik am Odeonsplatz.

### Einrichtungen
- Bayerisches Innenministerium
- Bayerisches Finanzministerium
- Schumann’s Bar
- Café Tambosi